# Sara Adler
Sara Adler   (Odessa, 26 de maig de 1858 - Nova York, 28 d'abril de 1953) fou una actriu jueva, intèrpret de Teatre Jiddisch, d'origen rus que desenvolupà la major part de la seva carrera als Estats Units.
Va ser la tercera esposa de Jacob Adler i la mare dels actors destacats Luther i Stella Adler, i dels actors menys coneguts Jay, Julia, Frances i Florence Adler. El més famós dels seus 300 papers principals va ser la prostituta redimida Katusha Maslova a l'obra de Jacob Gordin basada en la Resurrecció de Tolstoi.

## Biografia
El seu cognom real era Levitskaya (segons l'Enciclopèdia Britànica el seu nom seria Levistsky), i va néixer a Odessa, Ucraïna, dins del que llavors era l'Imperi Rus. Va créixer parlant rus, i només va aprendre el jiddisch a conseqüència de la seva participació en el teatre jiddisch. A Rússia es casà amb Maurice Heine, líder d'un grup teatral jiddish; amb ell, com a Sara Heine, viatjà el 1884 a Nova York, després de la prohibició el 1883 del teatre jiddisch a Rússia. Van tenir dos fills, Joseph i Max Heine. Jacob Adler recordava que quan va actuar per primera vegada al seu teatre de Londres al voltant de 1886, "no parlava yiddish... però va sortir davant del teló i va cantar cançons russes".
El 1890 es divorcià de Heine, i el 1891 es casà amb Jacob Adler, el qual s'acabava de divorciar de l'actriu Dinah Shtettin. Ella i Adler estigueren entre els més prominents actors del teatre jiddisch a Nova York en les següents tres dècades. Tant ella com Jacob van protagonitzar l'obra de teatre de 1908 The Worthless escrita per Jacob Gordin. El 1911, va aparèixer a l'obra de Gordin Elisha Ben Abuyah (originalment posada en escena el 1906). El 1914, va protagonitzar la pel·lícula muda Sins of the Parents dirigida per Ivan Abramson. La pel·lícula va ser una de les dues úniques pel·lícules en què va aparèixer. Després de l'ictus del seu marit el 1920 i la mort el 1926, ella actuà sola en poques ocasions.
Encara que probablement és més recordada pels seus primers papers juntament amb el seu marit, Sara Adler també representà, durant un temps, les seves pròpies funcions amb el Novelty Theater a Brooklyn, on presentà, en jiddisch, obres d'Henrik Ibsen i de George Bernard Shaw molt abans que fossin conegudes per l'audiència de parla anglesa. També representà obres de la feminista francesa Eugène Brieux. Després que Randolph Schildkraut disputés amb Max Reinhardt a Viena, Sara Adler el portà a Brooklyn per a interpretar-hi el marit a l'adaptació realitzada per Jacob Gordin de l'obra de Lev Nikolàievitx Tolstoi: La Sonata Kreutzer. Aquesta producció també incloïa Jacob Ben-Ami, així com els fills d'Adler Stella i Luther Adler.
Dels aproximadament 300 primers papers que representà a la seva vida, potser el més famós fou el de la prostituta Katusha Maslova a l'adaptació per Jacob Gordin de l'obra de Tolstoi: Resurrecció. Sara Adler morí a Nova York el 1953.